# Collonges-sous-Salève
Collonges-sous-Salève este o comună în departamentul Haute-Savoie din sud-estul Franței. În 2009 avea o populație de 3.572 de locuitori.

## Evoluția populației
| An        | 1975  | 1982  | 1990  | 1999  | 2006  | 2009  |
| --------- | ----- | ----- | ----- | ----- | ----- | ----- |
| Populație | 2.319 | 2.519 | 2.696 | 3.120 | 3.514 | 3.572 |